# Nengone
Nengone és una àrea tradicional de Nova Caledònia situada a l'lla de Maré a les Illes Loyauté. Nengone designa alhora l'illa, els seus habitants i la llengua canac que parlen (uns 6.000 parlants, una de les quatre llengües melanèsies admeses en ensenyament).

## Subdivisions
L'Àrea tradicional es divideix en 8 districtes tradicionals, governat cadascun per un gran cap (un dels més cèlebres fou Nidoïsh Naisseline, gran-cap del districte de Guahma fins al 2007), i 30 tribus.
| Districtes tradicionals | Tribus                                                                                              |
| ----------------------- | --------------------------------------------------------------------------------------------------- |
| Guahma                  | Hnawayetch, Kaewatine, Limite, Mebuet, Menaku, Netché, Padawa, Rô, Tenane, Thogone, Tuho, Wakuarory |
| Pénélo                  | Cuaden, Kurine, Patho, Pénélo                                                                       |
| La Roche                | Atha, Ceni, Hnainèdre, La Roche, Rawa, Peyece                                                       |
| Tadine                  | Cengeite, Tadine                                                                                    |
| Tawainèdre              | Hnadide, Tawainèdre, Wakone                                                                         |
| Eni                     | Eni                                                                                                 |
| Medu                    | Medu                                                                                                |
| Wabao                   | Wabao                                                                                               |

## Consell d'àrea
El Consell està format pels 8 grans caps de l'àrea i d'altres representants dels diferents districtes, i actualment és presidit per Paul Jewine, gran cap de Medu, qui també és senador tradicional (també fou president del Senat tradicional de 2004 a 2005).

## Senadors tradicionals
L'àrea és representada al Senat tradicional per Paul Jewine i per David Sinewami, 1r vicepresident del Conseil de l'àrea i gran-cap de la Roche.